# Latreutes acicularis
Latreutes acicularis är en kräftdjursart som beskrevs av Ortmann 1890. Latreutes acicularis ingår i släktet Latreutes och familjen Hippolytidae. Inga underarter finns listade i Catalogue of Life.